# Famille Kabila
Cette page explique l’histoire ou répertorie les différents membres de la famille Kabila.
La famille Kabila (terme qui pourrait se traduire par tribu en kiswahili ou par celui qui est appelé en tshiluba) est une famille, aujourd'hui puissante, d'origine baluba du Katanga, en République démocratique du Congo.

## Arbre généalogique
À noter:
- au vu du nombre de concubines et d'épouses plus ou moins officielles qu'a pu avoir Laurent-Désiré Kabila, l'arbre généalogique ci-dessous ne se veut pas exhaustif. 
- les noms en gras désignent les individus ayant accédé à la présidence de la République démocratique du Congo
- afin de permettre une plus grande lisibilité, ne sont pas mentionnés les enfants mineurs
|             |             |             |             |             |             |  |  |               |               |               |               |               |               |              |              |               |               |               |               |               |               |                         |                         |                         |                         |                         |                         |            |            |  |  |                         |                         |                         |                         |                         |                         |                 |                 |                          |                          |                          |                          |                          |                          |                    |                    |                    |                    |  |  |  |  |  |  |
|             |             |             |             |             |             |  |  |               |               |               |               |               |               |              |              |               |               |               |               |               |               |                         |                         |                         |                         |                         |                         |            |            |  |  |                         |                         |                         |                         |                         |                         |                 |                 |                          |                          |                          |                          |                          |                          |                    |                    |                    |                    |  |  |  |  |  |  |
|             |             |             |             |             |             |  |  |               |               | Sifa Mahanya  | Sifa Mahanya  | Sifa Mahanya  | Sifa Mahanya  | Sifa Mahanya | Sifa Mahanya |               |               |               |               |               |               | Laurent Désiré Kabila ✝ | Laurent Désiré Kabila ✝ | Laurent Désiré Kabila ✝ | Laurent Désiré Kabila ✝ | Laurent Désiré Kabila ✝ | Laurent Désiré Kabila ✝ |            |            |  |  |                         |                         |                         |                         | Zaina Kibangula         | Zaina Kibangula         | Zaina Kibangula | Zaina Kibangula | Zaina Kibangula          | Zaina Kibangula          |                          |                          | Espérance Kabila ✝       | Espérance Kabila ✝       | Espérance Kabila ✝ | Espérance Kabila ✝ | Espérance Kabila ✝ | Espérance Kabila ✝ |  |  |  |  |  |  |
|             |             |             |             |             |             |  |  |               |               | Sifa Mahanya  | Sifa Mahanya  | Sifa Mahanya  | Sifa Mahanya  | Sifa Mahanya | Sifa Mahanya |               |               |               |               |               |               | Laurent Désiré Kabila ✝ | Laurent Désiré Kabila ✝ | Laurent Désiré Kabila ✝ | Laurent Désiré Kabila ✝ | Laurent Désiré Kabila ✝ | Laurent Désiré Kabila ✝ |            |            |  |  |                         |                         |                         |                         | Zaina Kibangula         | Zaina Kibangula         | Zaina Kibangula | Zaina Kibangula | Zaina Kibangula          | Zaina Kibangula          |                          |                          | Espérance Kabila ✝       | Espérance Kabila ✝       | Espérance Kabila ✝ | Espérance Kabila ✝ | Espérance Kabila ✝ | Espérance Kabila ✝ |  |  |  |  |  |  |
|             |             |             |             |             |             |  |  |               |               |               |               |               |               |              |              |               |               |               |               |               |               |                         |                         |                         |                         |                         |                         |            |            |  |  |                         |                         |                         |                         |                         |                         |                 |                 |                          |                          |                          |                          |                          |                          |                    |                    |                    |                    |  |  |  |  |  |  |
|             |             |             |             |             |             |  |  |               |               |               |               |               |               |              |              |               |               |               |               |               |               |                         |                         |                         |                         |                         |                         |            |            |  |  |                         |                         |                         |                         |                         |                         |                 |                 |                          |                          |                          |                          |                          |                          |                    |                    |                    |                    |  |  |  |  |  |  |
| Olive Lembe | Olive Lembe | Olive Lembe | Olive Lembe | Olive Lembe | Olive Lembe |  |  | Joseph Kabila | Joseph Kabila | Joseph Kabila | Joseph Kabila | Joseph Kabila | Joseph Kabila |              |              | Jaynet Kabila | Jaynet Kabila | Jaynet Kabila | Jaynet Kabila | Jaynet Kabila | Jaynet Kabila |                         |                         | Zoé Kabila              | Zoé Kabila              | Zoé Kabila              | Zoé Kabila              | Zoé Kabila | Zoé Kabila |  |  | Étienne Taratibu Kabila | Étienne Taratibu Kabila | Étienne Taratibu Kabila | Étienne Taratibu Kabila | Étienne Taratibu Kabila | Étienne Taratibu Kabila |                 |                 | Aimée Kabila Mulengela ✝ | Aimée Kabila Mulengela ✝ | Aimée Kabila Mulengela ✝ | Aimée Kabila Mulengela ✝ | Aimée Kabila Mulengela ✝ | Aimée Kabila Mulengela ✝ |                    |                    |                    |                    |  |  |  |  |  |  |
| Olive Lembe | Olive Lembe | Olive Lembe | Olive Lembe | Olive Lembe | Olive Lembe |  |  | Joseph Kabila | Joseph Kabila | Joseph Kabila | Joseph Kabila | Joseph Kabila | Joseph Kabila |              |              | Jaynet Kabila | Jaynet Kabila | Jaynet Kabila | Jaynet Kabila | Jaynet Kabila | Jaynet Kabila |                         |                         | Zoé Kabila              | Zoé Kabila              | Zoé Kabila              | Zoé Kabila              | Zoé Kabila | Zoé Kabila |  |  | Étienne Taratibu Kabila | Étienne Taratibu Kabila | Étienne Taratibu Kabila | Étienne Taratibu Kabila | Étienne Taratibu Kabila | Étienne Taratibu Kabila |                 |                 | Aimée Kabila Mulengela ✝ | Aimée Kabila Mulengela ✝ | Aimée Kabila Mulengela ✝ | Aimée Kabila Mulengela ✝ | Aimée Kabila Mulengela ✝ | Aimée Kabila Mulengela ✝ |                    |                    |                    |                    |  |  |  |  |  |  |

## Principaux membres
- Laurent Désiré Kabila (° 27 novembre 1939 – † 16 janvier 2001), président de la République démocratique du Congo entre le 17 mai 1997 (après avoir chassé par la force le président Mobutu Sese Seko) et le 16 janvier 2001, assassiné au Palais de Marbre à  Ngaliema (commune de Kinshasa)
- x Sifa Mahanya (° décembre 1948)[4]
  - Joseph Kabila (° 4 juin 1971), nommé président de la République démocratique du Congo le 17 janvier 2001, confirmé à son poste le 26 janvier 2003[5] et démocratiquement élu pour un mandat de cinq ans le 6 décembre 2006
x Olive Lembe di Sita (° 29 juillet 1976)
  - Jaynet Kabila (° 4 juin 1971), présidente de la Fondation Mzee Laurent-Désiré Kabila et copropriétaire du groupe de presse Multi Media Congo (MMC), qui possède notamment la chaîne Digital Congo TV[6] et le site internet d'information digitalcongo.net
  - Zoé Kabila (° 1979)
x Nita Boukani[7]
- x Zaina Kibangula Elle et sa descendance sont considérés comme des imposteurs par la famille officielle du président Joseph Kabila[réf. nécessaire].
  - Étienne Taratibu Kabila (° 22 décembre 1965), en exil en Afrique du Sud
  - Aimée Kabila Mulengela (° 1976 - † 15 janvier 2008), divorcée d'Augustin Kikukama, secrétaire général du Mouvement du 17 mai (M17), parti politique congolais, assassinée à Mont Ngafula (commune de Kinshasa). La maison civile du chef de l’État a démenti tout lien avec cette femme[8]
- Espérance Kabila (1957 - 14 juin 2005), assassinée à Lubumbashi[9]. La famille Kabila reçut 36 millions de dollars américains de l’État congolais en guise de dommages et intérêts pour le meurtre d'Espérance Kabila par le colonel Mwamba Takiriri. En effet, l'État congolais est mis en cause pour n'avoir pas su assurer l'encadrement de l'officier[10].